# Sacheen Littlefeather
Pour les articles homonymes, voir Cruz.
Sacheen Littlefeather, née Marie Louise Cruz le 14 novembre 1946 à Salinas (Californie) et morte le 2 octobre 2022 à Novato dans le même État, est une actrice, mannequin et activiste américaine prétendant être née d'un père apache et yaqui. 
Engagée dans la communauté des activistes amérindiens à partir de l'occupation d'Alcatraz, Sacheen Littlefeather est principalement connue pour avoir représenté Marlon Brando lors de la 45e cérémonie des Oscars en 1973, refusant au nom de ce dernier l'Oscar du meilleur acteur, prix qu'il avait remporté pour sa performance dans Le Parrain (1972). En effet, alors qu'il était favori, Marlon Brando a boycotté la cérémonie pour protester contre l'image que Hollywood donne des Amérindiens et pour attirer l'attention sur l'occupation de Wounded Knee. Pendant son discours, la réaction du public au boycott de Marlon Brando est partagée entre huées et applaudissements. 
Après son discours aux Oscars, Sacheen Littlefeather décide de travailler dans le domaine des soins palliatifs. Continuant à militer pour des questions liées à la santé et aux Amérindiens, elle produit également des films sur les Amérindiens. Le 15 août 2022, l'Academy of Motion Picture Arts and Sciences (AMPAS) adresse à Sacheen Littlefeather une déclaration d'excuses,. 
À la suite de sa mort, ses sœurs ont affirmé qu'elle avait menti sur ses origines paternelles et qu'elle était en réalité simplement d’ascendance mexicaine, sans que sa famille n'ait de lien quelconque avec une culture tribale amérindienne,.

## Biographie

### Famille
Marie Louise Cruz — nom de naissance de Sacheen Littlefeather — est née le 14 novembre 1946 à Salinas en Californie. Sa mère, Geroldine Marie Barnitz (1923-2009), est une estampeuse de cuir principalement d'origine hollando-américaine, née et élevée à Santa Barbara. Son père, Manuel Ybarra Cruz (1922-1966), né à Oxnard, est issu d'une famille mexicano-américaine arrivée aux États-Unis vers le milieu du XIXe siècle. Aucun de ses ancêtres paternels — en grande partie issus des environs d'Hermosillo dans l'État de Sonora — n'est né sur une terre tribale apache ou yaqui, et tous se revendiquaient comme Blancs hispaniques sur les registres de l'état civil. Si Marie Louise Cruz a sans aucun doute des gènes amérindiens qui coulent dans ses veines, comme la très grande majorité des Mexicains, sa famille paternelle n'avait néanmoins aucun lien avec une quelconque communauté autochtone depuis au moins le début du XIXe siècle.
Ses sœurs ont effectivement confirmé, peu après sa mort, que ses prétendues origines apaches et yaqui étaient une « fraude », et que cela était « insultant » pour leurs parents et « dégoûtant » pour les populations tribales. Marie Louise Cruz était diagnostiquée d'un trouble schizo-affectif, ce qui pourrait en grande partie expliquer son mensonge pour attirer l'attention. La communauté amérindienne des États-Unis était déjà sceptique depuis les années 1970, notamment lorsqu'elle avait posé pour Playboy, ce que, selon l'activiste LaNada Warjack, « aucune autochtone n'aurait fait » afin de ne pas passer pour des « objets sexuels ».
Les parents de Marie Louise Cruz sont tous deux des fabricants de selles. Sa mère a appris le métier auprès de Leo Leonard, propriétaire de Leonard Saddle Co. à Santa Barbara, et son père a également appris à fabriquer des selles de son côté lorsqu'il était enfant à San Francisco. En 1949, ils s'installent à Salinas et décident d'ouvrir leur propre entreprise appelée Cruz Saddlery. Sa mère continue de gérer l'entreprise après la mort de son père en 1966.
Dans ses interviews, Marie Louise Cruz décrit son enfance comme difficile. Lors d'une d'entre elles en 1974, elle explique que sa mère a quitté son père lorsqu'elle avait 4 ans, l'emmenant vivre avec ses grands-parents maternels. En 1988, elle ajoute que ses parents vivaient à côté du domicile de ses grands-parents maternels, Marie et Gerold « Barney » Barnitz, tandis qu'elle et ses deux jeunes sœurs vivaient avec les grands-parents. Selon elle, il s'agissait d'une « adoption » ou d'un placement en famille d'accueil,.
Lors d'une autre interview télévisée en 1976, elle décrit son père comme violent, ajoutant que sa mère et ses deux sœurs étaient également soumises à sa colère et ses coups. Pourtant, ses deux sœurs récusent toute allégation de violence et d'alcoolisme, décrivant au contraire leur père comme « attentionné » et « ne buvant jamais ».

### Éducation
Marie Louise Cruz fréquente la North Salinas High School de 1960 à 1964 ; elle est active dans le club 4-H, remportant des prix dans les catégories d'économie domestique telles que la conservation des aliments et la mode,,. Après le lycée, elle fréquente le Hartnell Junior College et étudie l'enseignement élémentaire,. En 1969, elle part s'installer dans la baie de San Francisco pour poursuivre une carrière de mannequin, avec un portefeuille de photos prises par Kenneth Cook de Cook's Photography,.
Aspirant à devenir actrice, elle fait plusieurs publicités pour la radio et la télévision et rejoint la Screen Actors Guild (SAG). Elle déclare plus tard qu'elle a « appris très tôt dans la vie qu'il y avait probablement une place pour moi dans le domaine de l'art dramatique, de la comédie... si vous avez un parent qui est sourd, vous devez naturellement jouer des messages à son intention », faisant référence aux relations avec son père.
En 1974, elle suit des cours à l'American Conservatory Theater (A.C.T.). Elle étudie alors le théâtre, le yoga, l'escrime, William Shakespeare, la danse et d'autres compétences diverses pour sa carrière d'actrice. Elle joue le rôle de Pale Flower dans Winterhawk (1975), filmé à Kalispell, dans le Montana. En 1975, elle travaille sur un scénario de film sur Edward Sheriff Curtis avec Cap Weinberger, Jr, qui avait écrit un article sur celui-ci pour le magazine Smithsonian. En 1976, elle anime un spectacle en soirée lors de la conférence des United National Indian Tribal Youth à Oklahoma City, dans l'Oklahoma. Elle fait des tournées avec la « Red Earth Theater Company ».
Elle étudie la nutrition orthomoléculaire, déclarant par la suite qu'elle a « voulu voir d'où venait toute la nourriture "blanche" ». Elle se rend en Suède et a vit à Stockholm,. Elle dit qu'elle voulait voyager en Europe pour « voir d'où venaient les Blancs », tout comme les gens vont « toujours dans les réserves pour voir d'où venaient les Indiens. » Au cours de ses voyages, elle s'intéresse à la nourriture des autres cultures et note des similitudes entre des aliments tels que les buñuelos espagnols et le pain frit amérindien, ainsi que les pirojkis russes et les tourtes à la viande préparées par ses amis kiowas.[réf. nécessaire]

### Carrière d'actrice et militantisme
Tout en fréquentant le California State College de Hayward (aujourd'hui l'Université d'État de Californie à East Bay) et en étudiant l'art dramatique et l'art oratoire, Marie Louise Cruz continue à se pencher sur son identité amérindienne. En 1969, elle a rejoint le United Bay Indian Council. Elle participe à l'occupation d'Alcatraz en 1970, bien qu'en tant qu'étudiante elle n'ait pas pu vivre sur l'île à plein temps.
Elle décide alors d'adopter le nom de Sacheen Littlefeather. Elle dit avoir choisi le nom de Sacheen parce que ce dernier est le nom que son père lui avait donné avant de mourir, et que Littlefeather venait de la plume qu'elle portait toujours dans ses cheveux. Elle en apprend davantage sur les coutumes amérindiennes auprès des aînés et d'autres manifestants, comme Adam Fortunate Eagle (alors connu sous le nom d'Adam Nordwall). Dans une interview après sa participation aux Oscars, Adam Fortunate Eagle confirme que Sacheen Littlefeather avait soutenu l'occupation à Alcatraz.
En 1970, sous le nom de « Sacheen Littlefeather of Alcatraz », elle est nommée Miss Vampire USA, une promotion pour le film La Fiancée du vampire.
Alors qu'elle vit dans la région de la baie de San Francisco au début des années 1970, Sacheen Littlefeather participe au festival amérindien de 1971 au Foothill College. Elle juge également un concours de beauté local en 1972 sous le nom de « Princess Littlefeather » et organise un festival amérindien en 1972 au Palace of Fine Arts,,. Elle travaille ensuite dans une station de radio, KFRC, pendant environ six mois et réalise des reportages indépendants pour la station KQED, membre de Public Broadcasting Service (PBS).
En 1972, le magazine Playboy prévoit une diffusion intitulée « 10 Little Indians » avec Sacheen Littlefeather comme modèle. Cependant, la diffusion est par la suite annulée. Un an plus tard, en octobre 1973, après sa fameuse apparition lors de la 45e cérémonie des Oscars, l'Academy of Motion Picture Arts and Sciences (AMPAS) décide de diffuser les photographies de Sacheen Littlefeather comme un reportage indépendant. Sacheen Littlefeather est personnellement critiquée pour ce qui est considéré comme une exploitation de sa notoriété, mais elle explique qu'il s'agit d'un « accord strictement commercial » visant à gagner l'argent nécessaire pour participer au Festival mondial du théâtre universitaire, en France. En repensant à la séance photo, Sacheen Littlefeather dira plus tard : « J'étais jeune et stupide. »
En janvier 1973, elle apparaît dans « Make-up for Minority Women » et est identifiée comme mannequin professionnel. En février 1973, en tant que porte-parole du National American Indian Council, elle proteste contre les coupes budgétaires du président des États-Unis Richard Nixon dans les programmes indiens fédéraux. Le 6 mars 1973, elle participe à une réunion entre la Commission fédérale des communications et les membres de plusieurs groupes minoritaires au sujet de la représentation des minorités à la télévision. Dans une interview publiée juste avant sa participation aux Oscars, elle déclare qu'elle a contribué à envoyer deux infirmières indiennes à Wounded Knee et qu'elle a renoncé à sa citoyenneté américaine, comme sept autres Amérindiens.
En mai 1973, avec des représentants de plusieurs tribus, membres de l’American Indian Movement (AIM), elle parcourt l'Europe pour la défense de leur civilisation menacée. À l'invitation du Groupe d'action et de résistance à la militarisation, ils s'arrêtent à Lyon et certains tiennent une conférence de presse au poste de commandement nucléaire du Mont-Verdun, contesté par ce groupe. Ils s'affirment militants de la paix et pour la défense de leur peuple, de leur terre et de « tous les gens opprimés par une injustice ». Ils poursuivent ensuite leur route vers le plateau du Larzac où les paysans luttent comme eux contre l’accaparement de leurs terres.

### Problèmes de santé et mort
Au fil des ans, Sacheen Littlefeather a fait état de graves problèmes de santé, notamment des hémorragies internes, un pneumothorax[Quoi ?] et des cancers. Elle dit avoir eu la tuberculose à l'âge de 4 ans et avoir été traitée dans une tente à oxygène pendant son hospitalisation. Elle se considère comme suicidaire et dit avoir été hospitalisée dans un établissement psychiatrique pendant un an.[réf. nécessaire]
En 1974, elle affirme que Marlon Brando l'a envoyée chez un médecin alors qu'elle souffrait beaucoup et qui l'avait aidée à se rétablir, et qu'elle avait donc fait le discours des Oscars pour le remercier.
À l'âge de 29 ans, elle souffre d'un pneumothorax.[Quoi ?] Après s'être rétablie, elle obtient un diplôme de l'université d'Antioch, située à Yellow Springs, dans l'Ohio, en santé et nutrition holistiques, avec une spécialisation en médecine amérindienne, une pratique à laquelle elle attribue son rétablissement. En 1991, il est signalé que Sacheen Littlefeather se remettait d'une chirurgie radicale du cancer. Un article de 1999 indique qu'elle a eu un cancer du côlon au début des années 1990.
En 2018, elle développe un cancer du sein de stade 4, une récidive du cancer du sein dont elle aurait été en rémission en 2012. Elle déclare lors d'une interview en 2021 que le cancer s'est métastasé dans son poumon droit et qu'elle est en phase terminale.
Le 2 octobre 2022, Sacheen Littlefeather meurt à son domicile de Novato, en Californie, à l'âge de 75 ans,,,.

## Discours durant la45ecérémoniedes Oscars

### Contexte
Les récits sur la façon dont Sacheen Littlefeather a initialement rencontré Marlon Brando varient. Dans l'une de ses premières interviews après le discours, elle mentionne qu'ils se sont rencontrés « grâce à son intérêt pour le mouvement indien ». Un récit de la nuit de la cérémonie des Oscars décrit Francis Ford Coppola observant Sacheen Littlefeather sur un écran de télévision dans les coulisses et déclarant « Sacheen Littlefeather. Elle vit à San Francisco. C'est une de mes amies que j'ai présentée à B... C'est une princesse indienne. »
Un article de 1974 sur une interview de Sacheen Littlefeather indique qu'elle travaillait pour une station de radio de San Francisco lorsqu'elle a postulé pour un travail avec Francis Ford Coppola et qu'il l'a ensuite adressée à Marlon Brando, « sachant l'intérêt de Brando pour l'Indien ». Au moment de la cérémonie des Oscars, elle connaissait Marlon Brando depuis près d'un an. Des récits ultérieurs décrivent Francis Ford Coppola comme le voisin de Sacheen Littlefeather à San Francisco.
Dans une interview réalisée en 2021, Sacheen Littlefeather déclare qu'elle a fait la connaissance de Francis Ford Coppola lors d'une randonnée dans les collines de San Francisco et qu'il lui a donné l'adresse de Marlon Brando. Par la suite, elle écrit une lettre à Marlon Brando, l'interrogeant sur son intérêt pour les questions amérindiennes. Dans ce récit, il a appelé la station de radio où elle travaillait plusieurs mois après avoir envoyé la lettre. Elle a également déclaré avoir rencontré Marlon Brando à Washington, où elle faisait alors une présentation sur les minorités devant la Commission fédérale des communications.
En 1972, Marlon Brando incarne Vito Corleone dans Le Parrain, que de nombreux critiques considèrent comme l'un des plus grands films de tous les temps. Pour cette performance, il est nommé dans la catégorie Meilleur acteur lors de la 45e cérémonie des Oscars, qui a eu lieu le 27 mars 1973 au Dorothy Chandler Pavilion de Los Angeles, en Californie. Avant la cérémonie, Marlon Brando décide, en tant que favori, de boycotter la cérémonie pour protester, sous l'égide de l'American Indian Movement (AIM), contre l'occupation de Wounded Knee et pour exprimer son opinion sur la représentation des Amérindiens dans les films américains. Il appelle Sacheen Littlefeather et lui demande d'apparaître en son nom. « J'étais un porte-parole, pour ainsi dire, du stéréotype des Amérindiens au cinéma et à la télévision », a-t-elle déclaré plus tard.

### Cérémonie de remise des prix
Sacheen Littlefeather rejoint le public quelques minutes avant l'annonce du prix du Meilleur acteur. Elle était accompagnée de la secrétaire de Marlon Brando, Alice Marchak, et portait une robe Apache en peau de daim. Le producteur Howard W. Koch, dira-t-elle plus tard, lui a dit « vous ne pouvez pas lire tout ça » en référence au discours de 739 mots écrit par Marlon Brando. Elle décide alors de condenser le tout en 60 secondes. Dans d'autres récits de cette nuit-là, Sacheen Littlefeather a déclaré que Howard W. Koch lui avait dit qu'elle avait 60 secondes pour prononcer son discours, sinon elle serait retirée de la scène et arrêtée. Howard W. Koch a rappelé qu'il l'a autorisée à rester et à faire son discours après qu'elle a promis de ne pas faire de scène.
Le prix du Meilleur acteur est remis par l'actrice norvégienne Liv Ullmann et l'acteur britannique Roger Moore. Après avoir fait de brèves remarques et annoncé les cinq nommés, ils déclarent que Marlon Brando est le gagnant. Sacheen Littlefeather monte alors sur la scène et lève la main pour refuser le trophée de l'Oscar que Roger Moore lui offre. S'écartant du discours préparé, elle dit ce qui suit : 

« Bonjour. Je m'appelle Sacheen Littlefeather. Je suis Apache et je suis président du National Native American Affirmative Image Committee. Je représente Marlon Brando ce soir, et il m'a demandé de vous dire, dans un très long discours que je ne peux pas partager avec vous maintenant, faute de temps, mais que je serai heureux de partager avec la presse par la suite, qu'il ne peut malheureusement pas accepter ce prix très généreux. Et les raisons en sont le traitement des Indiens d'Amérique aujourd'hui par l'industrie cinématographique - excusez-moi... [huées et acclamations] et à la télévision dans les rediffusions de films, et aussi avec les récents événements à Wounded Knee. Je vous prie de croire que je n'ai pas empiété sur la soirée et que nous nous retrouverons à l'avenir, que nos cœurs et nos compréhensions se rencontreront avec amour et générosité. Merci au nom de Marlon Brando. [applaudissements] »

Roger Moore escorte alors Sacheen Littlefeather hors de la scène, passant devant plusieurs personnes qui la critiquaient, et vers la presse. Sacheen Littlefeather a déclaré en 2022 que certaines personnes se moquaient d'elle en utilisant la coupe tomahawk alors qu'elle était conduite par Roger Moore. Le producteur des Oscars Howard W. Koch et le réalisateur Martin Pasetta ont tous deux rappelé plus tard que John Wayne attendait dans les coulisses et qu'il a dû être maîtrisé par six agents de sécurité pour l'empêcher de la forcer à quitter la scène,,,. Cette affirmation a été contestée par l'historien du cinéma Farran Nehme,. Lors d'une conférence de presse ultérieure, Sacheen Littlefeather lit aux journalistes le discours que Marlon Brando avait préparé ; le New York Times en publie le texte intégral le lendemain.
L'incident a suscité des remarques de la part d'autres personnes présentes à la même cérémonie. Plus tard dans la soirée, avant d'annoncer le nom du gagnant de la Meilleure actrice, Raquel Welch a déclaré : « J'espère que le gagnant n'a pas de cause ». Lorsque Clint Eastwood a commencé à présenter le prix du Meilleur film, il a plaisanté : « Je ne sais pas si je dois présenter ce prix au nom de tous les cow-boys tués dans tous les westerns de John Ford au fil des ans ».  Michael Caine, le co-présentateur de la soirée, a critiqué Marlon Brando pour avoir « laissé une pauvre petite fille indienne se faire huer » au lieu de « se lever et le faire lui-même ».

## Filmographie

### Fictions
- 1973 : Le Conseiller d'Alberto De Martino : Maggie (caméo)
- 1973 : Le Flic ricanant (The Laughing Policeman) de Stuart Rosenberg : rôle mineur
- 1974 : The Trial of Billy Jack de Tom Laughlin : Patsy Littlejohn
- 1974 : Les Anges gardiens (Freebie and the Bean) de Richard Rush : rôle mineur
- 1975 : Le Faucon blanc (Winterhawk) de Charles B. Pierce (en) : Pale Flower
- 1975 : Johnny Firecloud : Nenya
- 1978 : Shoot the Sun Down : Navajo Woman

### Documentaires
- 2009 : Reel Injun : elle-même
- 2018 : Sacheen: Breaking the Silence : elle-même